# Pytho strictus
Pytho strictus är en skalbaggsart som beskrevs av Leconte 1866. Pytho strictus ingår i släktet Pytho och familjen barkplattbaggar. Inga underarter finns listade i Catalogue of Life.